# Zabłocie (Górowo Iławeckie)
Zabłocie (deutsch Ernstwalde) ist ein Ort in der polnischen Woiwodschaft Ermland-Masuren. Er gehört zur Gmina Górowo Iławeckie (Landgemeinde Landsberg i. Ostpr.) im Powiat Bartoszycki (Kreis Bartenstein (Ostpr.)).

## Geographische Lage
Zabłocie liegt am Südrand der einstigen Eylauer Heide in der nördlichen Mitte der Woiwodschaft Ermland-Masuren. Bis zur früheren und heute auf russischem Hoheitsgebiet gelegenen Kreisstadt Preußisch Eylau (russisch Bagrationowsk) sind es neun Kilometer in nördlicher Richtung. Die heutige Kreismetropole Bartoszyce (deutsch Bartenstein) liegt zwölf Kilometer in südöstlicher Richtung entfernt.

## Geschichte
Der Waldhaus Sardienen genannte Ort wurde 1817/18 gegründet und war ein Vorwerk zum sieben Kilometer nordöstlich gelegenen Gutsort Sardienen (polnisch Żardyny). Seit dem 22. Februar 1862 trug er den Namen „Ernstwalde“.
Als 1874 der Amtsbezirk Neuendorf (polnisch Nowa Wieś Iławecka) im ostpreußischen Kreis Preußisch Eylau gebildet wurde, gliederte man den Ortsteil Ernstwald von Sardienen unter der Bezeichnung „Sardienen (teilw.)“ ein. Sardienen selbst gehörte zum Amtsbezirk Loschen (heute russisch Lawrowo).
Im Jahre 1889 wurde der Gutsbezirk Sardienen mit seinem Vorwerk Ernstwalde als 413 Hektar umfassend genannt. Die Gesamteinwohnerzahl belief sich im Jahre 1910 auf 100.
Am 1. April 1924 gliederte man Ernstwalde aus dem Gutsbezirk Sardienen in die Landgemeinde Neuendorf (polnisch Nowa Wieś Iławecka) um.
In Kriegsfolge wurde 1945 Ostpreußen geteilt. Neuendorf mit Ernstwalde kam zum südlichen Teil und damit zu Polen. Ernstwalde erhielt die polnische Namensform „Zabłocie“  und ist heute in die Landgemeinde Górowo Iławeckie (Landsberg i. Ostpr.) im Powiat Bartoszycki (Kreis Bartenstein (Ostpr.)) einbezogen, von 1975 bis 1998 der Woiwodschaft Olsztyn, seither der Woiwodschaft Ermland-Masuren zugehörig. Es gibt in Zabłovie heute kein Gebäude mehr, der Ort ist nicht bewohnt, wird als „Kolonia“ jedoch offiziell genannt.

## Kirche
Bis 1945 war Ernstwalde in die evangelische Kirche Eichhorn (polnisch Wiewiórki) in der Kirchenprovinz Ostpreußen der Kirche der Altpreußischen Union, außerdem in die römisch-katholische Kirche Landsberg im damaligen Bistum Ermland eingepfarrt.
Heute gehört Zabłocie katholischerseits zu Bezledy (Beisleiden) im jetzigen Erzbistum Ermland sowie evangelischerseits zu Bartoszyce (Bartenstein) innerhalb der Pfarrei Kętrzyn (Rastenburg) in der Diözese Masuren der Evangelisch-Augsburgischen Kirche in Polen.

## Verkehr
Der nicht bewohnte Ort Zabłocie liegt an einem Landweg, der Piersele (Perscheln) mit Nowa Wieś Iławecka (Neuendorf) verbindet. Wenige hundert Meter südöstlich liegt die verwaiste Ortsstelle von Maskajmy (Klein Maxkeim).